# Rossellidae
Rossellidae é uma família de esponjas marinhas da ordem Lyssacinosida.

## Gêneros
Subfamília Lanuginellinae Schulze, 1897
- Calycosoma Schulze, 1899
- Doconesthes Topsent, 1928
- Lanuginella Schmidt, 1870
- Lanugonychia Lendenfeld, 1915
- Lophocalyx Schulze, 1887
- Mellonympha Schulze, 1897
- Sympagella Schmidt, 1870

Subfamília Rossellinae Schulze, 1897
- Acanthascus Schulze, 1886
- Anoxycalyx Kirkpatrick, 1907
- Aphorme Schulze, 1899
- Asconema Kent, 1870
- Aulosaccus Ijima, 1896
- Bathydorus Schulze, 1886
- Caulophacella Lendenfeld, 1915
- Caulophacus Schulze, 1886
- Crateromorpha Gray, 1872
- Hyalascus Ijima, 1896
- Rossella Carter, 1872
- Schaudinnia Schulze, 1900
- Scyphidium Schulze, 1900
- Trichasterina Schulze, 1900
- Vazella Gray, 1870
- Vitrollula Ijima, 1898